# 塞尔日 (埃纳省)
塞尔日（法語：Sergy，法語發音：[sɛʁʒi]）是法国上法蘭西大區埃纳省的一个市镇，属于蒂耶里堡区。

## 地理
塞尔日（49°10'57"N, 3°34'12"E）面积13.32 平方千米，位于法国上法蘭西大區埃纳省，该省份为法国北部内陆省份，北起北部省，西接索姆省和瓦兹省，东临阿登省和马恩省，西南至塞纳-马恩省，东北部与比利时接壤。
与塞尔日接壤的市镇（或旧市镇、城区）包括：谢尔日、库隆日-科昂、塔德努瓦地区弗雷讷、瑟兰日和内勒、维莱叙费尔。

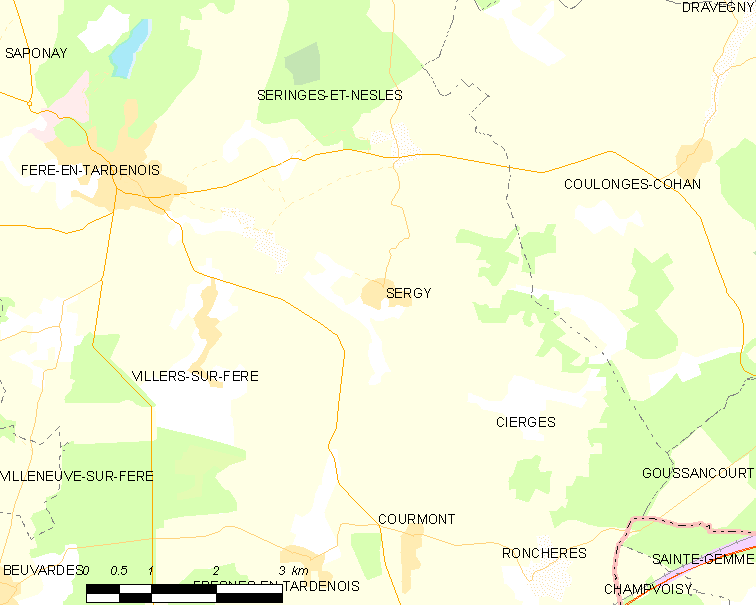
的OSM定位图

塞尔日的时区为UTC+01:00、UTC+02:00（夏令时）。

## 行政
塞尔日的邮政编码为02130，INSEE市镇编码为02712。

## 政治
塞尔日所属的省级选区为塔德努瓦地区费尔县。

## 人口

1962-2008年间人口变化图示

塞尔日于2022年1月1日时的人口数量为137人。